# Журавлёва, Татьяна Александровна
Татья́на Алекса́ндровна Журавлёва (род. 27 мая 1989, Казань) — российская легкоатлетка, специалистка по метанию диска. Выступала за сборную России по лёгкой атлетике в середине 2010-х годов, обладательница бронзовой медали национального чемпионата, участница летней Универсиады в Кванджу. Представляла Татарстан.

## Биография
Татьяна Журавлёва родилась 27 мая 1989 года в Казани.
Занималась лёгкой атлетикой под руководством тренера Ю. И. Лапицкого. Регулярно выступала на крупных соревнованиях всероссийского уровня с 2007 года.
В 2011 году уехала учиться в США в Университете Винсеннес, затем перевелась в Университет Индианаполиса. Состояла в местных легкоатлетических командах, принимала участие в различных студенческих соревнованиях, в частности с результатом 56,10 метра выигрывала зимний чемпионат второго дивизиона Национальной ассоциации студенческого спорта. Имела статус всеамериканской спортсменки.
Впервые заявила о себе на взрослом всероссийском уровне в сезоне 2014 года, выиграв бронзовую медаль на домашнем чемпионате России в Казани — уступила здесь только Юлии Мальцевой и Светлане Сайкиной.
Будучи студенткой, представляла Россию на летней Универсиаде в Кванджу, где с результатом 53,90 метра закрыла десятку сильнейших.
В 2016 году планировала принять участие в чемпионате Европы в Амстердаме, но на чемпионате России в Чебоксарах стала лишь шестой. Также в этом сезоне была седьмой на Кубке России и на Мемориале братьев Знаменских, десятой на командном чемпионате России в Сочи.
Впоследствии работала тренером в Университете Индианаполиса, оставалась действующей спортсменкой, хотя сколько-нибудь значимых результатов на международной арене больше не показывала.